# Mrowiniec
Mrowiniec – osada w Polsce, położona w województwie kujawsko-pomorskim, w powiecie tucholskim, w gminie Tuchola, na obszarze Borów Tucholskich, przy zachodniej granicy Tucholskiego Parku Krajobrazowego i nad wschodnim brzegiem jeziora Śpierewnik. Osada jest częścią składową sołectwa Raciąż. Miejscowość składa się z dwóch części: "Mrowińca Dolnego" i "Mrowińca Górnego".
W latach 1975–1998 miejscowość położona była w województwie bydgoskim.